# Peer (Informatik)
Als Peer (engl. für „Gleichgestellter“, „Ebenbürtiger“) wird ein Endpunkt einer Kommunikation in einem Computernetzwerk bezeichnet. Jeder Peer bietet dabei seine Dienste an und nutzt die Dienste der anderen Peers.
Ein anderes Computernetzwerk ist das Client-Server-System, bei dem Server Dienste anbieten und Clients diese nutzen. Ein Peer dagegen ist sowohl Client als auch Server.